# Кірі-Мару
Кірі-Мару (324) — транспортне судно, яке під час Другої світової війни брало участь у операціях японських збройних сил на Тихому океані.
Малі вантажні судна («морські вантажівки», sea truck), до яких належало «Кірі-Мару», активно використовувались японським командуванням для каботажних перевезень до баз, що були наближені до лінії фронту (невеликі розміри та незначна вантажоємність таких суден зменшували ймовірність того, що їх рух приверне увагу ворожих сил).
27 вересня 1943-го «Кірі-Мару» перебувало в районі Веваку — головного японського гарнізону на північному узбережжі Нової Гвінеї. Цього дня американські бомбардувальники В-24 та винищувачі Р-38 атакували судноплавство поблизу Веваку та потопили кілька суден, серед яких опинилось і «Кірі-Мару».